# 6504 Lehmbruck
6504 Lehmbruck è un asteroide della fascia principale. Scoperto nel 1960, presenta un'orbita caratterizzata da un semiasse maggiore pari a 2,4203762 UA e da un'eccentricità di 0,1638162, inclinata di 6,08958° rispetto all'eclittica.